# Ewa Matuszewska

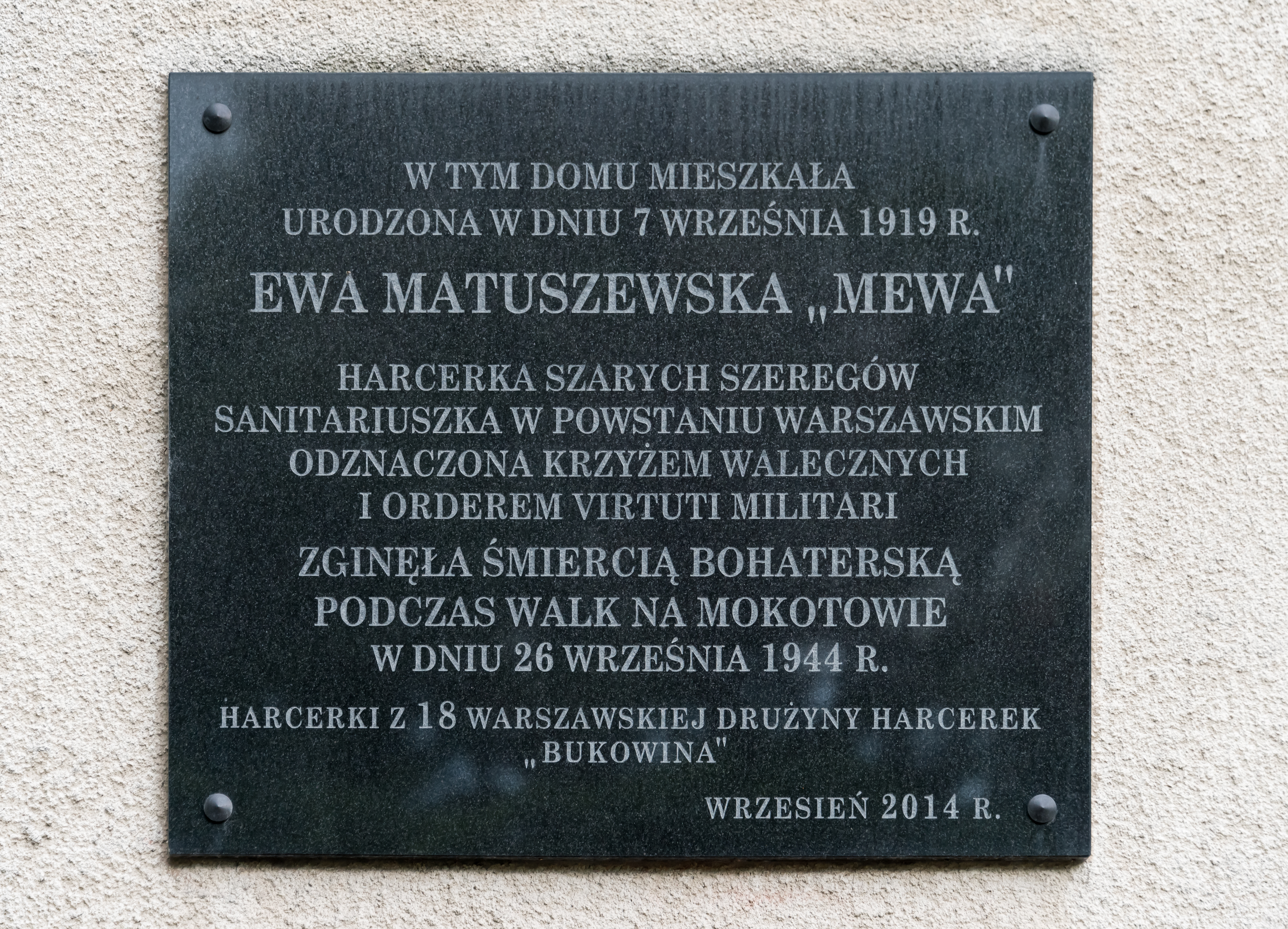
Tablica upamiętniająca Ewę Matuszewską przy ul. Idzikowskiego 25 w Warszawie

Ewa Matuszewska ps. Mewa (ur. 7 września 1919 w Warszawie, zm. 26 września 1944 tamże) – sanitariuszka służby sanitarnej Obwodu Mokotów Armii Krajowej w powstaniu warszawskim. 

## Życiorys
Była córką Ignacego (płk. WP, pierwszego szefa Oddziału II Sztabu Generalnego, posła RP na Węgrzech, ministra skarbu) i Stanisławy z domu Kuszelewskiej (pisarki i tłumaczki literatury pięknej). Harcerka i zastępowa Warszawskiej Żeńskiej Drużyny Harcerskiej Chorągwi Warszawskiej Organizacji Harcerek oraz sportsmenka i pilotka szybowcowa. W 1937 r. ukończyła Gimnazjum Państwowe im. Juliusza Słowackiego. W 1938 r. rozpoczęła studia na Wydziale Lekarskim Uniwersytetu Warszawskiego; od 1939 r. kontynuowała studia na tajnych kompletach. We wrześniu w czasie obrony Warszawy pracowała razem z matką na punkcie opatrunkowym w Szpitalu Dzieciątka Jezus. Ukończyła jednocześnie szkołę pielęgniarską i kurs specjalistyczny ratowania ciężko rannych. Podczas okupacji niemieckiej w konspiracji – należała do służby sanitarnej w Szarych Szeregach; później służyła w batalionie „Parasol”, gdzie m.in. uczestniczyła w przygotowaniu akcji na SS Rottenführera Alfreda Milke (przeprowadzonej 5 października 1943).
Podczas powstania warszawskiego pełniła funkcję kierowniczki sanitariatu w pułku „Baszta”. Była również zastępczynią ppor. K. Grzybowskiego „Misiewicza”, lekarza kompanii O-2 batalionu „Olza” w tymże zgrupowaniu. Raniona podczas walk powstania. W dniu 26 września 1944 została rozstrzelana przez Niemców w budynku przy alei Niepodległości 117/119, do którego wkroczyli tego dnia. Wraz z nią zginęli pacjenci znajdujący się w tym budynku.
Odznaczona w 1944 Srebrnym Krzyżem Zasługi z Mieczami i Krzyżem Walecznych, a także pośmiertnie Krzyżem Srebrnym Orderu Virtuti Militari (rozkazem Dowódcy AK nr 512 z 2 X 1944. Nr krzyża 12930). Pochowana na cmentarzu Wojskowym na Powązkach kw. A-24-9-1.
Ewa Matuszewska była przybraną córką generała Ludomiła Rayskiego.
13 lutego 2020 r. Prezydent Rzeczypospolitej Polskiej Andrzej Duda pośmiertnie awansował Ewę Matuszewską do stopnia podporucznika.

## Upamiętnienie
- Tablica pamiątkowa na domu rodzinnym przy ul. Idzikowskiego 25 w Warszawie odsłonięta 27 września 2014 r[11].
- Tablica pamiątkowa na skwerze Stanisława Broniewskiego „Orszy” przy ulicy Puławskiej w Warszawie, odsłonięta w październiku 2010 r[11].